# Ophiocoma
Genre
Ophiocoma est un genre d'ophiures (animaux marins ressemblant à des étoiles de mer souples), de la famille des Ophiocomidae ; il est largement réparti dans la zone tropicale et subtropicale des trois principaux bassins océaniques de notre planète.

## Caractéristiques
Une révision de 2013 a déplacé une grande partie des anciennes Ophiocoma vers le nouveau genre Breviturma. Ne restent sous Ophiocoma que les espèces ayant un nombre alterné d'épines de bras (par exemple, trois d'un côté d'un segment de bras et quatre de l'autre, et les nombres sont inversés sur le segment suivant). 
Les espèces indo-pacifiques se distinguent sur plusieurs critères : 
- O. anaglyptica : caractérisée par la présence d'écailles exposées et élargies au niveau interradiaire et d'une couverture granuleuse plate.
- O. erinaceus : podia rouges (blancs en éthanol), deux écailles tentaculaires, côté latéral des épines de bras toujours avec des bandes verticales claires.
- O. cynthiae : podia noirs ou gris foncé, deux écailles tentaculaires, avec des granules limités au disque aboral.
- O. schoenleini : podia noirs ou gris foncé, une écaille tentaculaires, avec des granules atteignant la face oral, formant une forme de coin à la marge du disque.
- O. scolopendrina : face orale blonde.

## Liste d'espèces
| Selon World Register of Marine Species (13 octobre 2018) : - Ophiocoma aethiops Lütken, 1859 -- Pacifique est - Ophiocoma anaglyptica Ely, 1944 -- Indo-Pacifique tropical - Ophiocoma cynthiae Benavides-Serrato & O'Hara, 2008 -- Indo-Pacifique tropical - Ophiocoma echinata (Lamarck, 1816) -- Caraïbes - Ophiocoma erinaceus Müller & Troschel, 1842 -- Indo-Pacifique tropical - Ophiocoma schoenleinii Müller & Troschel, 1842 -- océan Indien jusqu'au nord de l'Australie - Ophiocoma scolopendrina (Lamarck, 1816) -- Indo-Pacifique tropical |

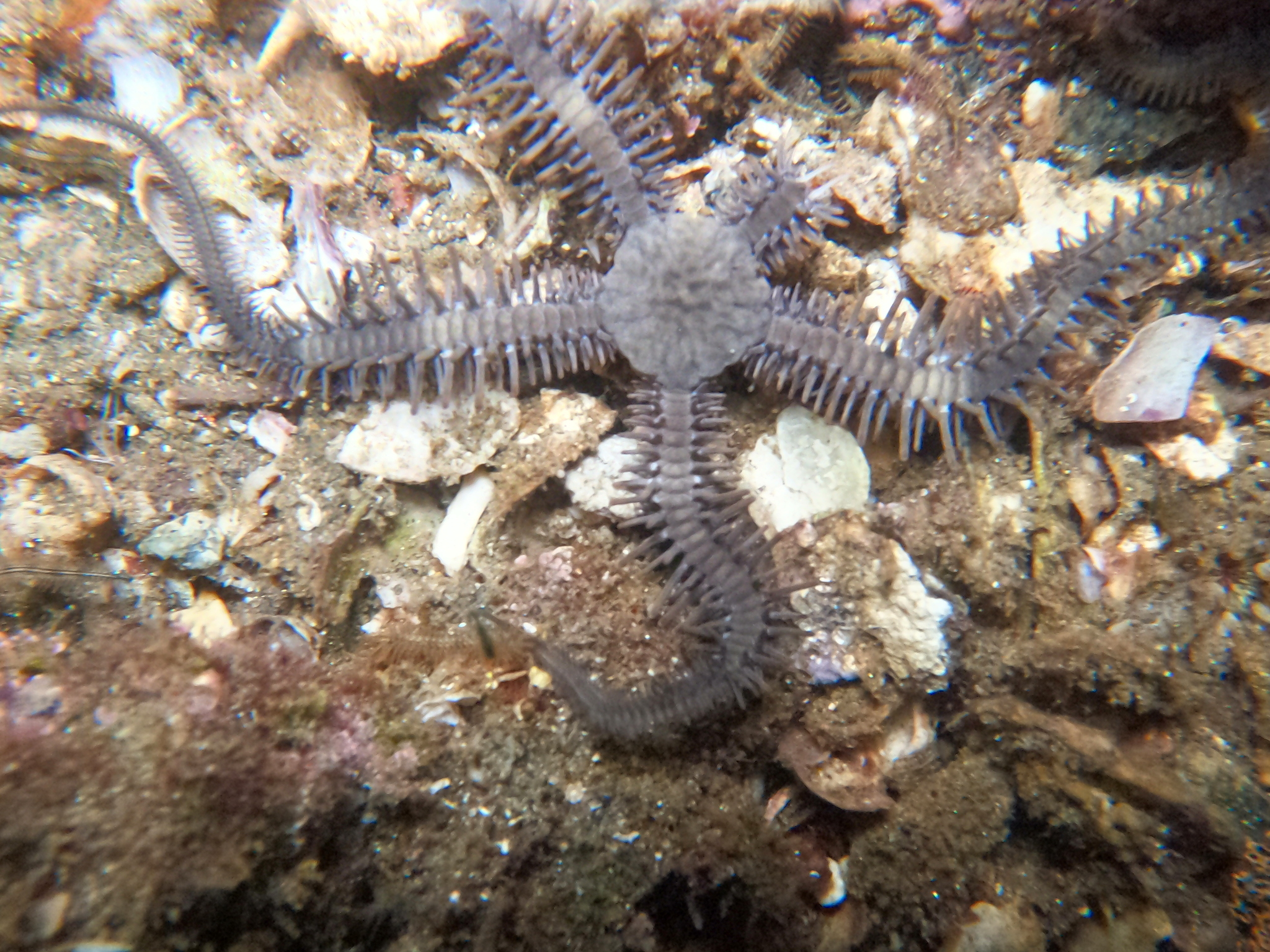
Ophiocoma aethiops
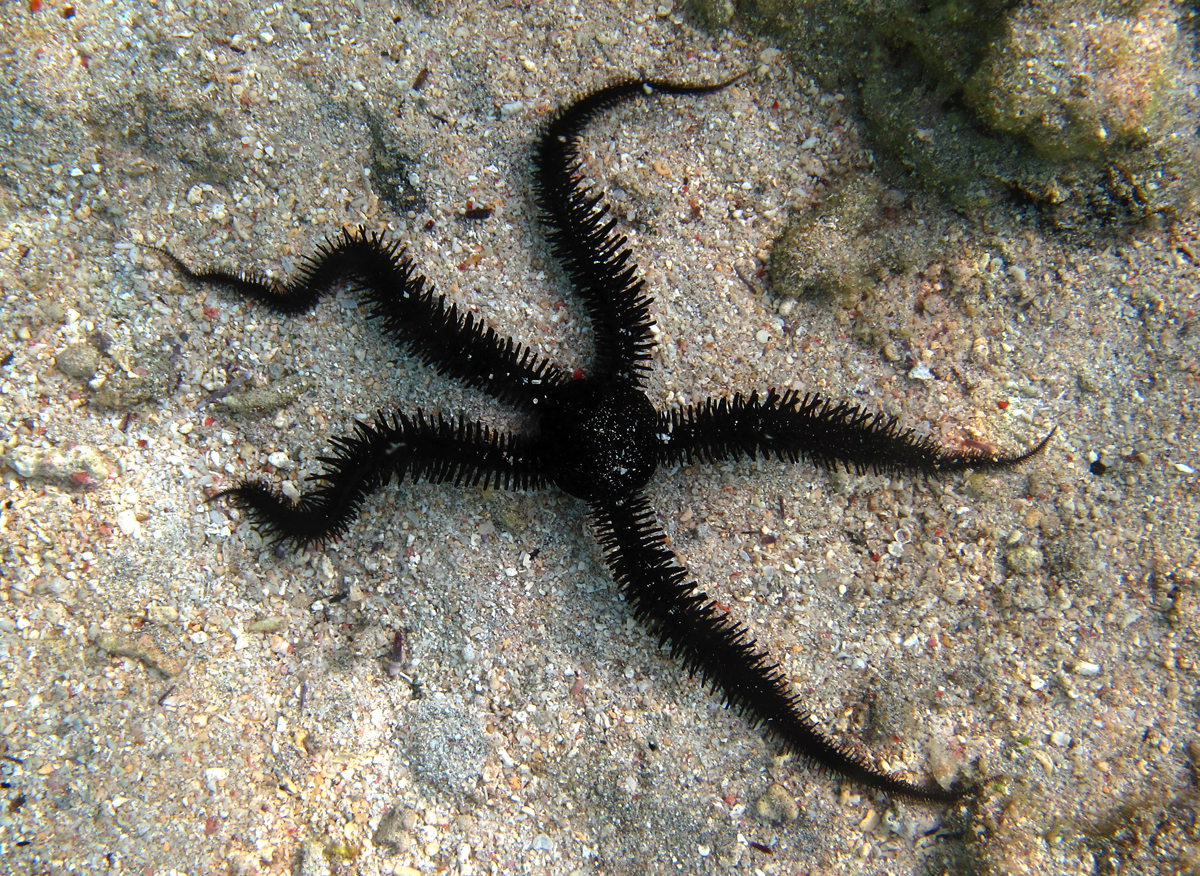
Ophiocoma cynthiae
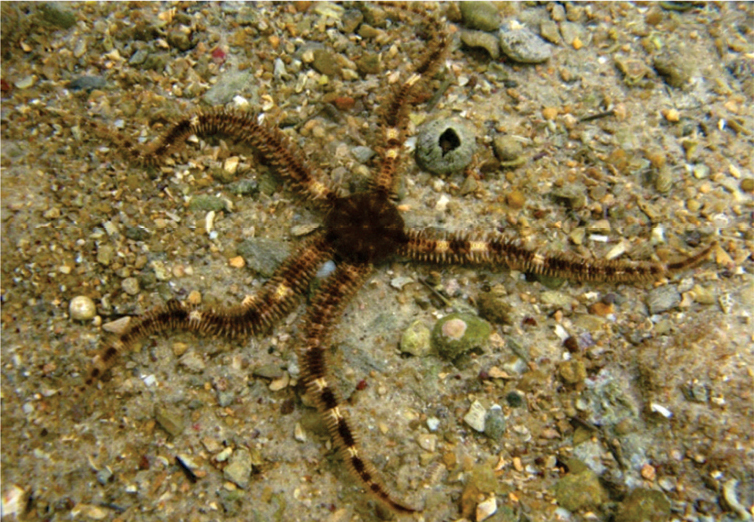
Ophiocoma echinata
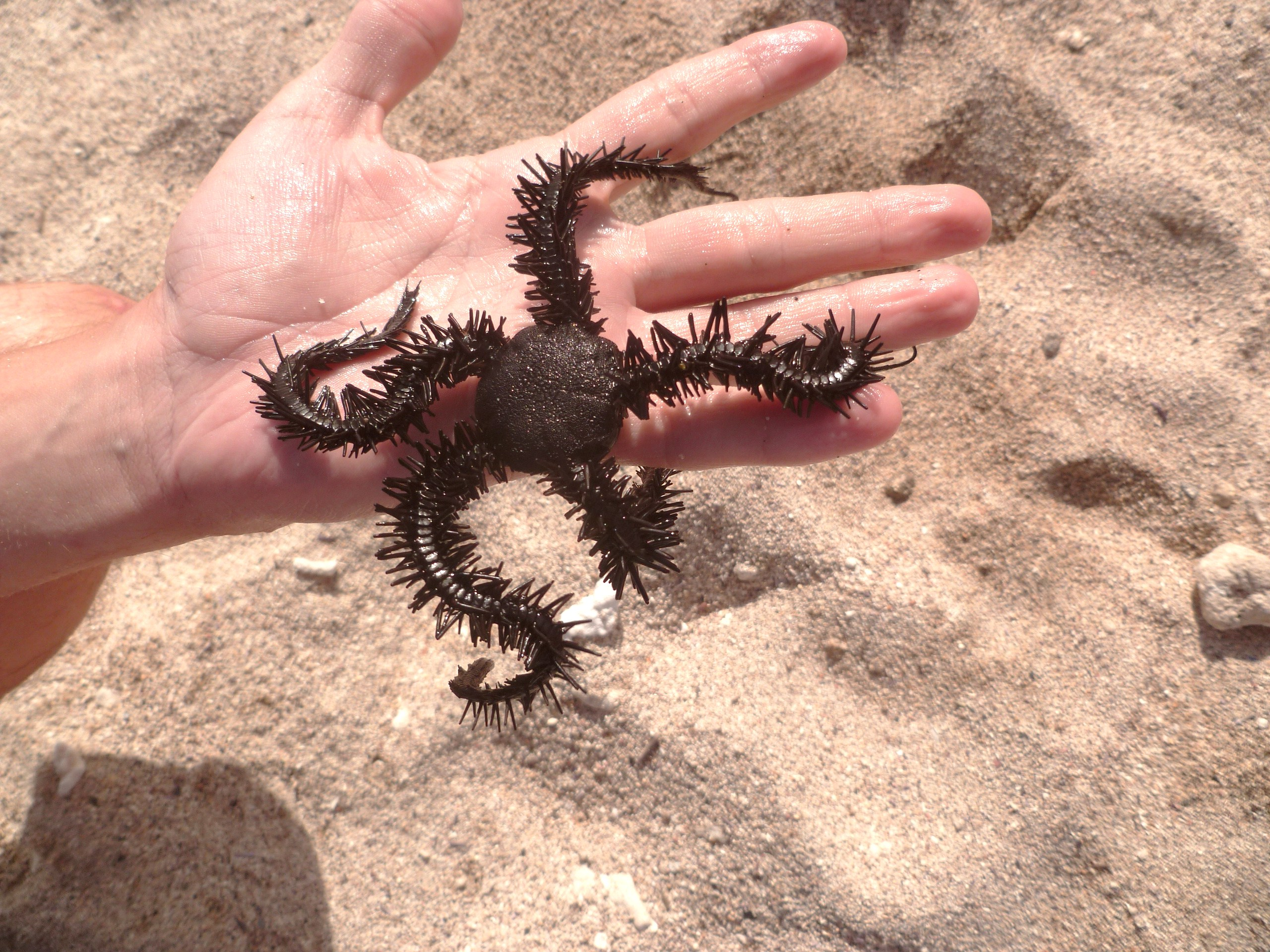
Ophiocoma erinaceus
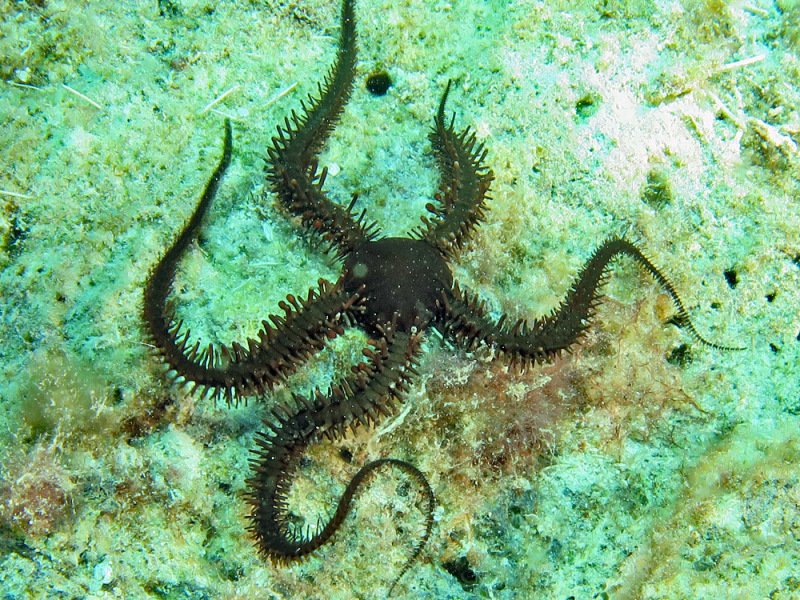
Ophiocoma schoenleinii
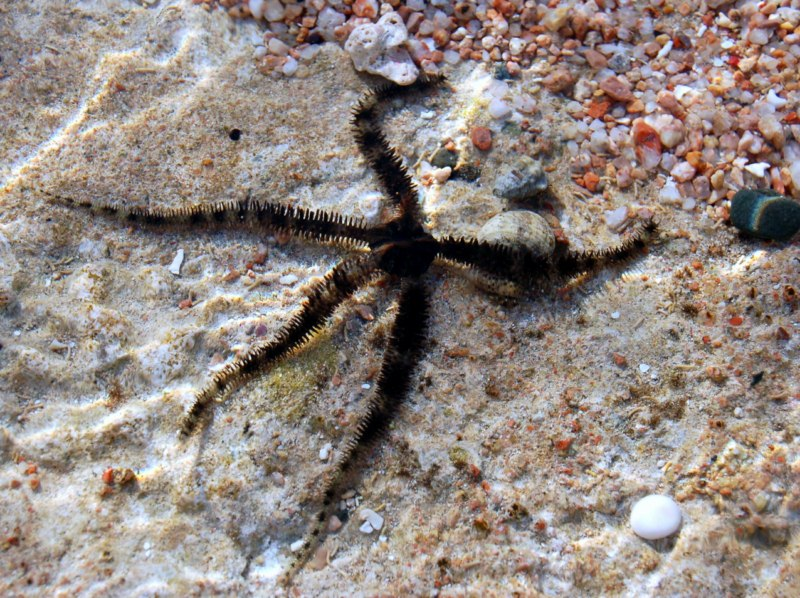
Ophiocoma scolopendrina